# জ়
Cette page contient des caractères spéciaux ou non latins. S’ils s’affichent mal (▯, ?, etc.), consultez la page d’aide Unicode.
জ়, appelé za et transcrit z, est une consonne de l’alphasyllabaire bengali utilisée dans certains ouvrages linguistiques bengalis ou dans la transcription ISO 15919. Elle est formée d’un ja ‹ জ › avec un point souscrit.

## Utilisation
Dans certains ouvrages linguistiques bengalis ou dans la transcription ISO 15919, za représente une consonne fricative alvéolaire voisée [z] et est utilisée dans la transcription de mots étrangers avec cette consonne, comme par exemple le mot anglais zoo [zuː] transcrit ‹ জ়ূ › dans le dictionnaire anglais-bengali de l’Académie bengalie.

## Représentations informatiques
Ses caractères Unicode sont, :
| formes | représentations | chaînes de caractères | points de code       | descriptions                                                      |
| ------ | --------------- | --------------------- | -------------------- | ----------------------------------------------------------------- |
| pleine | জ়               | জ়                     | U+099C U+09BC        | lettre bengali ja, symbole bengali noukta                         |
| morte  | জ়्               | জ়◌्                    | U+099C U+09BC U+094D | lettre bengali ja, symbole bengali noukta, symbole bengali virama |